# Jarosław Chorzępa
Jarosław Wojciech Chorzępa (ur. 25 maja 1969 w Jeleniej Górze) – polski historyk i wydawca. 
Z wykształcenia inżynier. Wspólnie z żoną Katarzyną od 1997 r. prowadzi w Przasnyszu wydawnictwo "Forteca", przeznaczone dla miłośników architektury obronnej. Główną publikacją wydawnictwa jest kwartalnik historyczny "Forteca".
Prezes zarządu Fundacji "Wielka wojna 1914-1918-1921. Pamięć i przestroga".

## Ważniejsze publikacje
- Przedmoście Różan (współautor: Wiesław Łaskarzewski), Przasnysz 2001, ISBN 83-914720-2-7;
- Najnowsze fortyfikacje Czech, Przasnysz 2002, ISBN 83-914720-7-8;
- Fortyfikacje. Przewodnik po Polsce, wyd. I: Warszawa-Gdańsk 2005, ISBN 83-89917-08-4; wyd. II: Warszawa 2007, ISBN 978-83-60887-04-2
- Fortyfikacje (album), Warszawa 2006, ISBN 83-89917-24-6;
- Fortyfikacje (seria: Nowy Wymiar), Warszawa 2007, ISBN 978-83-60887-09-7;
- Przasnysz luty 1915. "Najciekawsza bitwa I Wojny Światowej", Przasnysz 2008, ISBN 83-922920-4-0.